# ZX-7
ZX-7 je hudební editor pro počítače Sinclair ZX Spectrum a kompatibilní (např. Didaktik). Jedná se o program slovenského původu, jeho autorem je Ján Deák (pod přezdívkou Bytepack). Program vznikl v roce 1990, vydavatelem programu byla společnost Ultrasoft. Předchůdcem programu je program ZX-3.

## Charakteristika programu
Program umožňuje skládat osmikanálovou hudbu přehrávanou pomocí vestavěného reproduktoru počítačů ZX Spectrum. Jelikož hudby zabírají v paměti počítače mnoho místa, autor k editoru nevytvořil kompilátor, který by umožnil použít vytvořenou hudbu ve vlastních programech.
Z důvodu používat hudbu ve vlastních programech následně Ján Deák vytvořil na základě ZX-7 zjednodušenou hudební rutinu ZX-10, která umožňuje přehrávat pouze čtyřkanálovou hudbu o rozsahu dvou oktáv. Tato zjednodušená rutina se objevila v několika hrách vydaných společností Ultrasoft.